# أرئيل لافي
أرئيل لافي (بالعبرية: אריק לוי‏) (بالفرنسية: Arik Levy) هو فنان إسرائيلي وفرنسي، ولد في 2 مايو 1963 في تل أبيب في إسرائيل.

## وصلات خارجية
- الموقع الرسمي